# Моя війна. Два життя Василя Сліпака (фільм)
«Моя війна. Два життя Василя Сліпака» — перший фільм Леоніда Канфера у багатосерійному документальному  проекті у форматі історичного розслідування. У центрі — історія Василя Сліпака, всесвітньо відомого українського оперного співака, соліста  Паризької національної опери, волонтера, учасника бойових дій на Сході України, кавалера ордена «За мужність» І ст., Героя України, кавалера ордена «Золота Зірка». Фільм розповідає  унікальну історію перетворення звичайного хлопця із львівської околиці, що виріс із радянських «хрущовок» і радянських гасел в оперну зірку. У той же час це — історія ще одного перевтілення: молодого талановитого музиканта європейської величини — у «Міфа» – українського патріота, який добровільно вирушив на війну на Донбас.

## Присвята фільму
На прохання Ярослава Сліпака, батька Василя, фільм присвячено усім добровольцям, які загинули за Україну.

## Історія
Автор фільму — Леонід Канфер, журналіст із досвідом роботи у країнах СНД і Європи, зокрема  продюсерської роботи  для німецького каналу ARD; має безліч професійних нагород, серед яких ТЕФІ і премія Нью-Йоркського міжнародного фестивалю документального кіно, 14 червня 2017 року на своїй сторінці у соціальній мережі Facebook інформував, що розпочинає роботу над багатосерійним документальним проектом у форматі історичного розслідування.
«Моя війна. Два життя Василя Сліпака» — перший фільм у цьому проекті. Зйомки відбувались у Парижі (Франція), Львові (Україна), Києві (Україна), Мінську (Білорусь), а також зоні бойових дій на Сході України. Працював режисер над фільмом півроку.
Кінокартину створено за підтримки Міжнародної благодійної організації «Фонд Василя Сліпака», братів співака Ореста Сліпака і Володимира Омеляна, телеканалів «СТБ» (Україна), «Громадське телебачення» (Україна), «Белсат» (Білорусь), про що зазначено у титрах.
У стрічці використана музика: народна пісня «Місяць на небі», Алессандро Марчелло «Адажіо», народна пісня «Йшли корови із діброви» у виконанні ансамблю «Музиканти зі Львова», Жорж Бізе «Кармен», арія Тореадора, Ніколо Паганіні «Французький вальс». 
Автор вважає цей фільм своєю головною роботою 2017 року. Зі слів Леоніда Канфера, «знімальна група розуміла, що телевізійна доля у фільму навряд чи складеться. Думали про прокат. Але прокат теж обмежений часовими рамками. Та й без реклами він не охопить більшу аудиторію. А ми вважаємо важливим, щоб цей фільм в Україні — та й в Росії — побачило якомога більше людей. Тому я вирішив відкрити доступ до нього для всіх».
26 грудня 2017 року фільм було розміщено на популярному відеохостингу YouTube, а 5 — 6 січня 2018 року фільм «Моя війна. Два життя Василя Сліпака» показали на телеканалі ZIK.

## Сюжет
Стрічка про те, що «сталося з Україною після Майдану і чому».
Головний герой — українець Василь Сліпак, соліст Паризької національної опери, який вирушив на війну на Донбас. Це фільм-роздум про цінності, заради яких співак поставив на карту все. Це фільм про Україну після Майдану — який шлях вона пройшла за три роки.
У картині два контрастні світи, в яких жив Василь Сліпак. Один — сповнений вогнів чарівної столиці Франції та духу Паризької опери. Другий — у Донецькій області, на лінії фронту між українськими військовими і проросійськими сепаратистами. 
|  | Історія життя і смерті Василя Сліпака має сакральний зміст. Будь-який дотик до цієї теми — це дуже болюче для всіх. Звичайно, я розумів відповідальність. (Л.Канфер) |

«Міф» і Василь Сліпак — один і той самий чоловік. Автори шукали відповіді на такі запитання: як зірка Паризької опери опинився в окопах Донбасу? Що його туди привело? Чому він взяв в руки зброю? За що воює? Чому навіть після двадцяти років життя в Парижі, за тисячі кілометрів від зони конфлікту, він вважав цю війну своєю особистою справою? Відповіді на ці питання творці фільму шукали в Парижі, де зустрічалися з друзями, колегами Василя Сліпака — знаменитими музикантами та диригентами, а також в окопах на лінії фронту, у розмовах з його рідними, коханими, друзями у Києві і Львові. 
«Моя війна» — це історія про те, як Україна воює за свою незалежність — не тільки на фронті, але і всередині себе.
У фільмі показано відомих журналістів і політологів, які виїхали з Росії та Білорусі. Хто через переслідування, хто через небажання домовлятися із совістю.

## Реліз

### Прес-показ
Прес-показ документального фільму відбувся 13 жовтня 2017 року  у прес-центрі Інформаційного агентства ЛІГАБізнесІнформ.

### Прем'єри в Україні

Моя війна. Два життя Василя Сліпака (фільм)

У Львові 14 жовтня 2017 року у кінотеатрі «Планета кіно» у ТРЦ «Forum Lviv» за підтримки департаменту з питань культури, національностей та релігій Львівської обласної державної адміністрації відбувся прем’єрний показ фільму.
Перед прем'єрою о 14:30 відбулася прес-конференція Леоніда Канфера за участі Ореста Сліпака і Володимира Омеляна, братів співака.
9 листопада 2017 р. — у рамках благодійного фестивалю Charity Chamber у Києві пройшов прем'єрний показ документальної стрічки.

### Прем'єри у світі
23 лютого 2018 року в Українському центрі освіти і культури Будапешта (Угорщина), за участі Надзвичайного і Повноважного Посла України в Угорській Республіці Любові Непоп та голови Державного самоврядування українців Угорщини Юрія Кравченка, Товариства української культури в Угорщині Ярослави Хортяні, відбувся показ фільму, організований Самоврядуванням українців м.Мішкольца, Державним самоврядуванням українців Угорщини і Посольством України в Угорській Республіці. За підтримки Столичного самоврядування українців, місцевих органів самоврядування українців Ержебетвароша, Ференцвароша, Веспрема, Ніредьгази та Сегеда.

## ЗМІ про фільм
- У Леоніда Канфера кінопремєра. 12 канал. Просто про складне.
- Прем’єра фільму про Василя Сліпака. Український музичний інтернет-журнал Музика. [Архівовано 23 січня 2022 у Wayback Machine.]
- На честь Дня захисників України у Львові презентували фільм про Василя Сліпака. ПравдаТУТ Львів. [Архівовано 12 січня 2019 у Wayback Machine.]
- Василь Сліпак та війна: два життя, одна доля... Syla.news. [Архівовано 14 січня 2018 у Wayback Machine.]

## Відгуки
- Говори. Анастасія Канарська. Блог.